# Епимахово (Вологодская область)
Епимахово — деревня в Кирилловском районе Вологодской области.
Входит в состав Алёшинского сельского поселения, с точки зрения административно-территориального деления — в Алёшинский сельсовет.
Расстояние до районного центра Кириллова по автодороге — 13,3 км.
По переписи 2002 года население — 17 человек.